# Гамаль Яфай
Гамаль Яфай (англ. Gamal Yafai; 4 серпня 1991, Бірмінгем) — британський професійний боксер, призер чемпіонату Європи серед аматорів, чемпіон Європи за версією EBU (2020—2021) у другій легшій вазі.

## Ранні роки
Гамаль Яфай народився у Великій Британії в сім'ї єменських емігрантів. Його брати Халід Яфай і Галал Яфай теж займалися боксом і згодом стали професійними боксерами.

## Аматорська кар'єра
На чемпіонаті Європи 2010 завоював бронзову медаль.
- В 1/16 фіналу переміг П'ютера Мойшензона (Ізраїль) — 11-1
- В 1/8 фіналу переміг Вітторіо Паррінелло (Італія) — 5-3
- В 1/4 фіналу переміг Джон Джо Невіна (Ірландія) — 7-1
- В півфіналі програв Едуарду Абзалімову (Росія) — 2-3

На чемпіонаті Європи 2013 і чемпіонаті світу 2013 програв у першому бою Араму Авагяну (Вірменія).

## Професіональна кар'єра
21 травня 2014 року дебютував на професійному рингу. 2016 року став чемпіоном Співдружності в другій легшій вазі.
17 грудня 2020 року Гамаль Яфай завоював титул чемпіона Європи за версією EBU в другій легшій вазі, який втратив у наступному бою.